# Národní parky ve Spojeném království
Ve Spojeném království Velké Británie a Severního Irska se nachází 15 národních parků. 10 v Anglii, 3 ve Walesu, 2 ve Skotsku a žádný v Severním Irsku.

Lake District

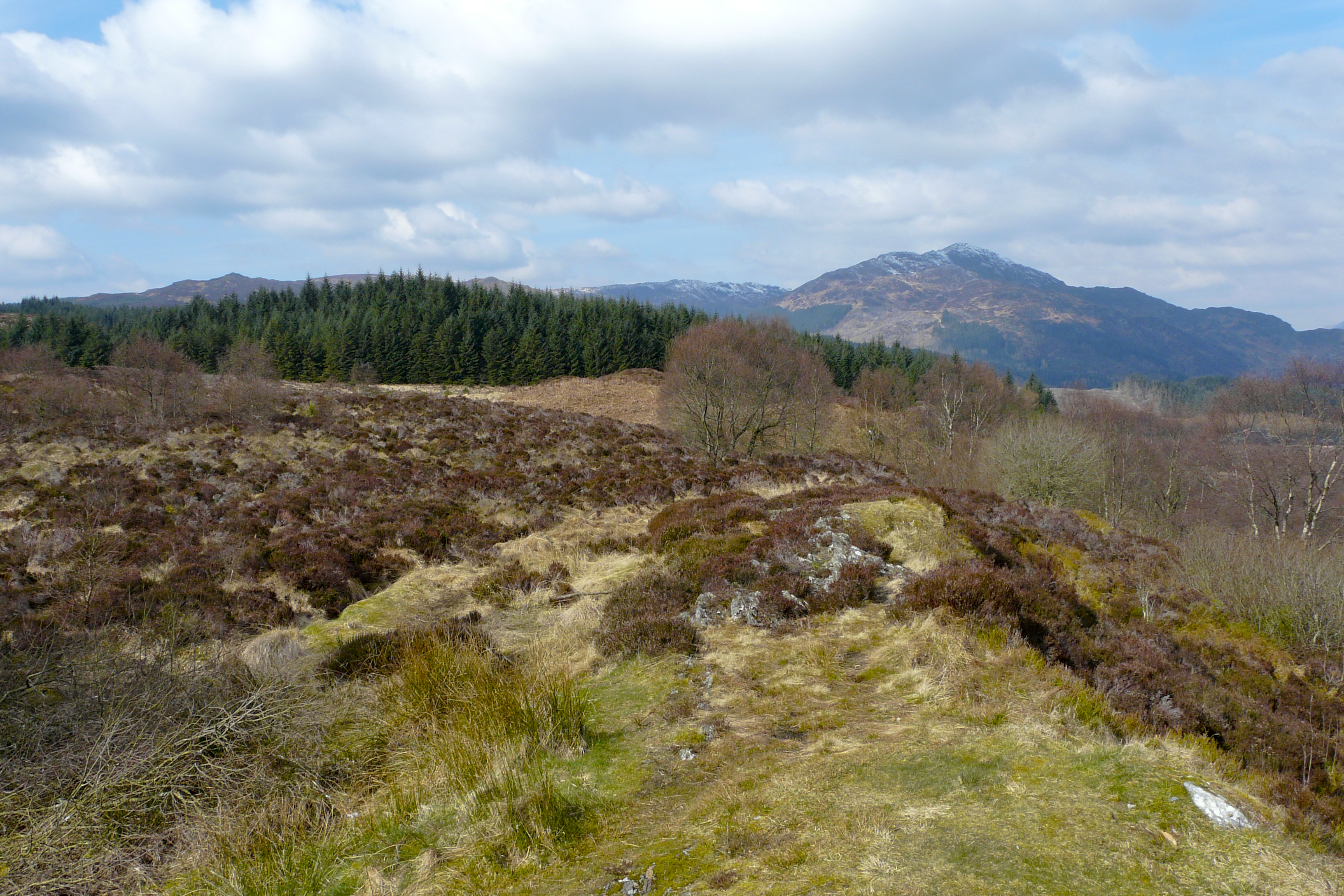
Loch Lomond and the Trossachs

## Anglie
- The Broads (Anglie)
- Dartmoor (Anglie)
- Exmoor (Anglie)
- Lake District (Anglie)
- New Forest (Anglie)
- North York Moors (Anglie)
- Northumberland (Anglie)
- Peak District (Anglie)
- South Downs (Anglie)
- Yorkshire Dales (Anglie)

## Wales
- Brecon Beacons (Wales)
- Pembrokeshire Coast (Wales)
- Snowdonia (Wales)

## Skotsko
- Cairngorms
- Loch Lomond and the Trossachs